# Разрушенный дворец
«Разрушенный дворец» (англ. Brokedown Palace) — фильм 1999 года режиссёра Джонатана Каплана. Фильм, рассказывающий про жизнь обманутых и попавших в тюрьму из-за героинового бизнеса девушек.

## Сюжет
Две неразлучные подружки Элис Марано (Клэр Дэйнс) и Дарлин Дэвис (Кейт Бекинсейл) после окончания школы решают отправиться в путешествие в Таиланд. Здесь они знакомятся с очаровательным австралийцем Ником Парксом (Дэниэл Лапейн), который понравился обеим девушкам. Их влюбленность и безрассудство затмевают здравый смысл, и, поддавшись уговорам Ника, подружки отправляются на пару дней в Гонконг. Это путешествие превращается в крупные неприятности для них: прямо из аэропорта девушки попадают в таиландскую тюрьму, так как в рюкзачке Элис был обнаружен героин.
Девушек осудили на 33 года, а после попытки побега добавилось ещё 15 лет. Единственная надежда у девушек — адвокат Хэнк Грин (Билл Пуллман). Адвокат пытается им помочь в этом тяжёлом деле, но в ходе его расследования выясняется, что в героиновом деле замешана тайская полиция и высокопоставленный чиновник.
Хэнк Грин предложил признать им свою вину, чтобы председатель верховного суда Таиланда смог помиловать их. Но ничего не получилось, и тогда Элис упала перед председателем верховного суда Таиланда на колени и попросила помиловать свою подругу Дарлин. Дарлин и Хэнк пообещали продолжить бороться и спасти Элис от тюрьмы.

## В ролях
- Клэр Дэйнс / Claire Danes … Элис Марано
- Кейт Бекинсейл / Kate Beckinsale … Дарлин Дэвис
- Билл Пуллман / Bill Pullman … Хэнк Грин
- Жаклин Ким / Jacqueline Kim … Йон Грин
- Филлипс Лу Даймонд / Lou Diamond Phillips … Рой Нокс
- Дэниэл Лапейн / Daniel Lapaine … Ник Паркс
- Том Амандес / Tom Amandes … Доуг Дэвис
- Эйми Грэм / Aimee Graham … Бет Энн Гарденер
- Джон Доу / John Doe … Билл Марано
- Кэй Тонг Лим / Kay Tong Lim … старший детектив Джагкрит
- Бьюла Кво / Beulah Quo … охранник Элис
- Генри О … посланник короля
- Бани Тёрпин … ямайская заключённая
- Аманда Де Кадене / Amanda De Cadenet … английская заключенная
- Интира Джаренпура / Intira Jaroenpura … заключенная Шаб
- Чад Тодхантер / Chad Todhunter … Ферг
- Виктор Нери / Victor Neri … посыльный
- Лори Летин / Lori Lethin … Лори Дэвис
- Ронни Ласаро / Ronnie Lazaro … охранник